# Flórián Farkas
Flórián Farkas (* 4. září 1957, Tiszaroff) je maďarský politik a romský aktivista, poslanec Zemského shromáždění za stranu Fidesz. Od roku 1991 předseda romské menšinové organizace Lungo Drom, v letech 1995–2003 a 2011–2014 předseda Zemské romské samosprávy (ORÖ).

## Biografie
Narodil se v roce 1957 v obci Tiszaroff v župě Jász-Nagykun-Szolnok v tehdejší Maďarské lidové republice. Po absolvování obecné školy pracoval ve stavebním průmyslu. V roce 2001 úspěšně odmaturoval na večerním gymnáziu v Budakalász (Budakalász Gimnázium). Roku 2005 ukončil studium politologie na Univerzita Loránda Eötvöse v Budapešti.
V roce 1987 se stal sekretářem tehdejší Zemské cikánské rady (Országos Cigánytanács), roku 1989 byl zvolen hlavním sekretářem Svazu demokratických cikánů v Maďarsku (Magyarországi Cigányok Demokratikus Szövetsége). V roce 1991 se stal hlavním sekretářem organizace Lungo Drom, později byl zvolen jeho předsedou. Je také zakladatelem a odpovědným vydavatelem časopisu Lungo Drom.
V letech 1995 až 2003 byl předsedou Zemské cikánské samosprávy v Maďarsku (Országos Cigány Önkormányzat, OCÖ). Mezi lety 2011 a 2014 byl předsedou Zemské romské samosprávy (Országos Roma Önkormányzat, ORÖ).

### Politická kariéra
- Parlamentní volby v Maďarsku 2002 — kandidoval za Fidesz na 14. místě na celostátní kandidátní listině koalice Fidesz–MDF, ze které byl zvolen poslancem.
- Parlamentní volby v Maďarsku 2006 — kandidoval za Fidesz na 15. místě na celostátní kandidátní listině koalice Fidesz–KDNP, ze které byl zvolen poslancem.
- Parlamentní volby v Maďarsku 2010 — kandidoval za Fidesz na 12. místě na celostátní kandidátní listině koalice Fidesz–KDNP, a zároveň na 8. místě na župní budapešťské kandidátní listině Fidesz–KDNP, ze které byl zvolen poslancem.
- Parlamentní volby v Maďarsku 2014 — kandidoval za Fidesz na 17. místě na celostátní kandidátní listině koalice Fidesz–KDNP, ze které byl zvolen poslancem.
- Parlamentní volby v Maďarsku 2018 — kandiduje za Fidesz na 17. místě na celostátní kandidátní listině koalice Fidesz–KDNP.

## Soukromý život
Je ženatý, má dvě dcery a jednoho syna.
Mezi lety 1975 až 1982 byl třikrát odsouzen k trestu odnětí svobody.